# Parnassius maximinus
Espèce
Parnassius maximinus est une espèce d'insectes lépidoptères de la famille des Papilionidae, de la sous-famille des Parnassiinae et du genre Parnassius.

## Dénomination
Parnassius maximinus a été décrit par Otto Staudinger en 1891.

### Sous-espèces
- Parnassius maximinus maximinus
- Parnassius maximinus kasakstanus O. Bang-Haas, 1933
- Parnassius maximinus legezina Bergmann, 1995[1].

## Description
Parnassius maximinus est un papillon au corps poilu, aux ailes blanches, suffusées de noir dans leur partie basale et le long du bord interne des ailes postérieures, marquées de noir près du bord costal des ailes antérieures.  La marge des ailes antérieures est beige et doublée d'une ligne submarginale de chevrons beige confluents. Les ailes postérieures sont ornées d'une ligne submarginale d'ocelles noirs pupillés de bleu  et de trois taches rouges cernées de noir.

## Biologie

### Période de vol et hivernation
Parnassius maximinus vole en juin et juillet.

### Plantes hôtes
Les plantes hôtes de sa chenille sont des Corydalis, Corydalis darwasica etCorydalis ledebouriana.

## Écologie et distribution
Parnassius maximinus est présent dans les monts Tian en Ouzbékistan.

### Biotope
Parnassius maximinus réside en montagne entre 2 500 m et 3 200 m.